# Poluprovodničke komponente
Osnovni kriterijum pri kronstrukciji i izradi elemenata u energetici, pa i poluprovodničkih komponenata energetske elektronike, jesu:
- što veća izdržljivost komponenata na visoke napone i velike struje i
- što manji gubitak električne energije u toplotu.

Prvi kriterijum proizilazi iz činjenice da se u elektroenergetici radi sa velikim snagama, a snaga je proizvod struje i napona.
Drugi kriterijum je uslovljen činjenicom da je gubitak korisne elekrtične energije na neželjenu toplotu sam po sebi štetan, kao i da dovodi do neželjenog zagrevanja elektronskih komponenata. Povećanje temperature komponenata se mora sprečiti da ne bi došlo do njihovog uništenja. Hlađenje se obezbeđuje sa ciljem da se spreči povećanje temperature iznad dozvoljene vrednosti, propisane za tu komponentu.

Prema Džulovom zakonu, energija koja se gubi na toplotu može da bude mala ako su veličine u proizvodu, sve ili neka od njih, male. Struje u energetici su po prirodi stvari, velike. Zato se smanjenje gubitaka ostvaruje kada se utiče na sve preostale veličine : otpornost elemenata i vreme proticanja struje kroz element.
Otpornost električnih elemenata nije konstantna veličina i najviše zavisi od radnih napona i struja.

Gubitak električne energije na toplotu kod električnih komponenata minimalan je u dva granična radna stanja:
- u stanju maksimalne provodnosti kada radi kao zatvoren prekidač i
- u ne provodnom stanju, kada radi kao otvoren prekidač.

U prvom slučaju pad napona na elementu je minimalan, odnosno teži nuli, a u drugom slučaju struja je minimalna i teži nuli. Između ova dva krajnja stanja elektronska komponenta ima određenu konačnu otpornost i kada radi sa velikim strujama gubitci su veliki. Postoji, međutim, potreba da elektronska komponenta prelazi iz provodnog u ne provodno stanje i obrnuto. Da bi gubitak bio mali potrebno ja da vreme prelaska iz jednog u drugo granično stanje bude što je moguće manje. To znači da elektronska komponenta treba da ima što veću brzinu rada, odnosno brzinu prekidanja (switching rate). Znači, osnovni kriterijumi pri konstrukciji i izradi elemenata energetske elektronike, jesu :
- što manja otpornost i pad napona na elementu u provodnom stanju,
- što veća izdržljivost na velike struje u provodnom stanju,
- što veća otpornost i što veći probojni naponi u ne provodnom stanju i
- što veća brzina rada, odnosno što manje vreme prolaska kako iz provodnog u neprovodno tako i iz neprovodnog u provodno stanje.

### Poluprovodničke komponente koje se primenjuju u energetskoj elektronici
Od maksimalne važnosti za kola energetske elektronike je sledeće : poluprovodnička komponenta ili ima napon, a nema struju ili važi obrnuto ! Sredine nema !
Ovakav pristup dovodi do sledećeg zaključka : poluprovodnička komponenta ne sme biti u isto vreme izložena i spoljašnjem naponu i spoljašnjoj struji, u tom slučaju zbog prevelikog zagrevanja trenutno dolazi do proboja, tj. razaranja materijala. Zato se kaže da u energetici poluprovodničke komponente rade u ON-OFF režimu.
Uzor kome se teži je ostvarenje karakteristika idealnih elektronskih prekidača. Elektronski poluprovodnički prekidači imaju značajnih prednosti u odnosu na klasične elektromehaničke prekidače : ne varniče, malih su dimenzija i mase, imaju mnogo veću brzinu, pouzdanost i trajnost. U funkcionalnom pogledu, poluprovodničke komponente se razlikuju prema stepenu upravljivosti. Pod pojmom upravljivosti energetskih elektronskih komponenata podrazumeva se mogućnost da se pomoću signala male snage upravljana poluprovodnička komponenta prevede iz provodnog u neprovodno stanje i obrnuto, iz neprovodnog u provodno stanje.Prema stepenu upravljivosti razlikuju se sledeće energetske poluprovodničke komponente :
- potpuno neupravljivi elementi : snažne diode i diaci,
- delimično upravljivi elementi : klasični tiristori, koji se delovanjem upravljačkog sistema mogu prevesti samo iz neprovodnog u provodno stanje,
- upravljivi elementi : specifični tiristori GTO, MCT i SITH,
- potpuno upravljivi poluprovodnički elementi : tranzistori, koji se pomoću upravljačkih signala mogu ne samo prevesti u stanje provođenja ili neprovođenja već se može i regulisati jačina struje između ta dva granična slučaja.[1]